# Isak Andic Ermay
Isak Andic Ermay (castellà: Isak Andic)  (Istanbul, 20 d'octubre de 1953 - Collbató, 14 de desembre de 2024) va ser un empresari català del sector de la moda, fundador i principal accionista de Mango. L'any 2010 va ser elegit president de l'Institut de l'Empresa Familiar. El 2009 tenia una fortuna estimada en 2.000 milions d'euros i el 5% de les accions del Banc de Sabadell. El 2013 la revista Forbes el va considerar el català més ric, amb una fortuna que ascendia als 3.800 milions d'euros.
Morí en un accident fent una excursió amb l'esposa i el fill a les muntanyes de Montserrat en caure per un barranc a prop de les coves del Salnitre. En el moment de la mort, era l'home més ric de Catalunya i la cinquena fortuna de l'Estat espanyol amb un patrimoni de 4.500 milions d'euros que, segons el darrer informe de la revista Forbes, l'últim any havia augmentat 1.800 milions d'euros. El mes de març havia rebut el premi Regne d'Espanya a la Trajectòria Empresarial, a l'escola de negocis IESE, que li va entregar Felip VI.

## Trajectòria
Formava part d'una família sefardita que es va traslladar de Turquia a Barcelona el 1969. Andic va començar en el negoci de la moda el 1972, quan va tornar d'unes vacances amb un parell de camises i les va vendre a uns amics per nou-centes pessetes, el doble del que li havien costat. Començà a vendre per encàrrec, per a després fer-ho en un mercat de Barcelona. Va expandir-se en importar roba d'abrigar brodada a mà des de l'Afganistan. El 1984 va obrir la seva primera botiga Mango al passeig de Gràcia de Barcelona amb el seu germà Nahman. Un any després disposava ja de cinc establiments a Barcelona i un a València.
Des de llavors, Mango es va expandir extraordinàriament fins al punt de tenir més de mil botigues en 90 països d'Europa, Àsia, Àfrica i Amèrica del Sud l'any 2007 i més de 2.100 botigues en 110 països el 2019. El 2009 era la tercera fortuna d'Espanya, després d'Amancio Ortega i Rosalía Mera. L'any 2010 va participar com a ponent a la primera edició del Fòrum Impulsa. Formà part del Fòrum Pont Aeri, un grup d'interès contrari al dret a l'autodeterminació de la societat catalana. Participà en la fira d'art Swab i cada any atorgava, en col·laboració amb el Museu Nacional d'Art de Catalunya, un premi al disseny.